# Sayak Valencia
Margarita Valencia Triana, conocida como Sayak Valencia (Tijuana, 1980), es una poeta, filósofa, teórica del feminismo, ensayista mexicana y artista de performance. Desde la teoría, acuñó el término "capitalismo gore".

## Biografía

### Estudios
Valencia estudió el doctorado en Filosofía, Teoría y Crítica Feminista en la Universidad Complutense de Madrid.

### Activismo
Desde su activismo, en el 2002 cofundó 'La línea', un grupo feminista interdisciplinario dedicado a la teoría, escritura, producción audiovisual y editorial, así como a la acción en el espacio público a partir del performance. Con esta premisa, también realiza un trabajo de análisis de lo binacional a partir de la experiencia de la frontera Tijuana-San Diego, así como la relación entre Madrid y Nueva York.
Junto con otras activistas, impulsó el Manifiesto para la Insurrección Transfeminista, cuyo interés se centra en la lucha de «las bolleras, las putas, lxs trans, las inmigrantes, las negras, las heterodisidentes» y también para salir de los estereotipos de género.

## Trabajo teórico

### Capitalismo gore
Valencia acuñó el término «capitalismo gore», en su libro homónimo de 2010, tomando como referencia el gore cinematográfico, similar a la violencia del capitalismo que se experimenta en ciudades fronterizas, la cual es parte de la reproducción del sistema capital. El texto de Valencia es un 'análisis transfeminista' a partir de sus propias experiencias en Tijuana, que para ella es el lado oscuro (Lado B) de la economía global. La idea principal del texto es que el capitalismo "se alimenta de sangre", su lógica es la depredación y el asesinato como formas de trabajo, particularmente en poblaciones precarizadas, las cuales a su vez son hiperconsumistas. En esta lógica, las empresas se convierten en «necroempresas», pues aunque prometen beneficios y progreso, también fomentan el surgimiento del «proletariado gore». La economía en estos lugares no está determinada ahora por las drogas, sino por la diversificación mercantil, así como la venta de recursos que produce la minería.
En el «capitalismo gore», la tortura, la violencia y la muerte son mercancías para el comercio. Esto se da a través del crimen organizado, que realiza actividades como el secuestro, el robo de órganos y el asesinato, como una extensión de la colonialidad en la época contemporánea.
Para Valencia, la violencia no es sólo un subproducto del capitalismo, sino una «nueva epistemología»: "un conjunto de relaciones que atan nuestro tiempo con prácticas discursivas y materiales originados en el neoliberalismo. En la epistemología del capitalismo gore, la violencia tiene un triple rol: como herramienta de mercado altamente eficaz; como medio de supervivencia alternativo; y como mecanismo de autoafirmación masculina."

## Premios y reconocimientos
Por su libro Capitalismo gore, obtuvo el premio Estado Crítico, por su análisis exhaustivo sobre la violencia del sistema político, económico y cultural de México, en 2010.
Fue merecedora del Erasmus Mundus programme (Visiting Scholars) for the European Master’s Degree in Women’s and Gender Studies GEMMA. 2019-2020.
Asimismo ha sido parte del consejo editorial de la Revista Académica “Arte y políticas de identidad”.

## Obra

### Poesía
- Jueves Fausto (Ediciones de la Esquina / Anortecer, Tijuana 2004)[11]
- El reverso exacto del texto. (Centaurea Nigra Ediciones, Madrid 2007)

### Ensayo
- Capitalismo Gore: Control económico, violencia y narcopoder  (Melusina, Barcelona, 2010; Paidós, 2016)
- Gore Capitalism (Los Ángeles: Semiotext(e) / MIT, 2018)
- Gorekapitalismus (Merve, Leipzig 2021, transl. Carla Hegerl) - ISBN 978-3-96273-025-3

### Novela
- Adrift´s Book (Aristas Martínez, Badajoz, 2012)